# Mesopotamia argentina

Mapa de la ubicación de la Mesopotamia argentina.

La Mesopotamia es una región geográfica de la República Argentina que abarca las provincias de Misiones, Corrientes y Entre Ríos. En 1860 fue definida como una unidad geográfica por el explorador francés Martin de Moussy, en su obra Descripción geográfica y estadística de la Confederación Argentina (francés: Description géographique et statistique de la Confédération Argentine), pero durante el siglo XX fue descartada como región geográfica formal, conservando su carácter de agrupación histórica de las tres provincias, cuyo principal motivo de establecimiento fue que se encuentra delimitada por los ríos Paraná, Uruguay, Iguazú., San Antonio y Pepirí Guazú, lo que le otorgó características de unidad aislada respecto del resto del país hasta la construcción de obras ferroviales de vinculación.

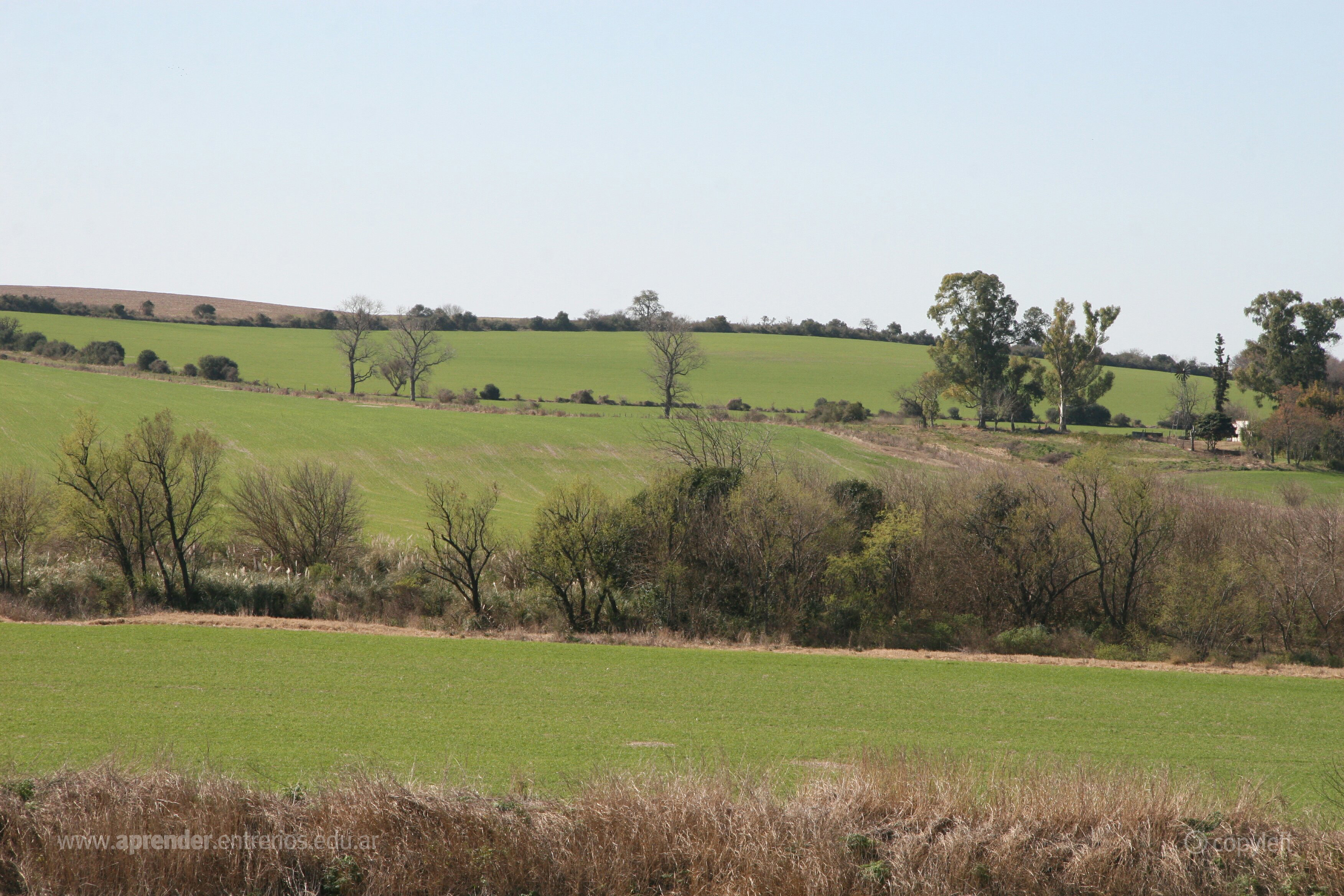
Paisaje en donde se aprecia la llanura que caracteriza a Entre Ríos.

Su territorio abarca 196 781 km², presentando fisonomías diversas que han sido agrupadas a los fines turísticos en dos corredores: el Corredor del río Paraná (al oeste) y el Corredor del río Uruguay (al este).
Está asentada sobre las rocas antiguas del macizo de Brasilia y cubierta por un espeso manto de sedimentos de origen volcánico en el norte, y marinos y continentales en el centro y sur. Gran parte de su territorio integra la cuenca del acuífero Guaraní.
En la Argentina, ninguna otra región geográfica puede exhibir un número comparable de especies vegetales o animales. En su flora y fauna autóctonas se hallan más de 2000 especies conocidas de plantas vasculares, más de 402 aves (la tercera parte del total de la Argentina) e innumerables insectos.
Algunos autores, en especial geógrafos,[¿quién?] han usado la palabra Megapotamia (del griego Mega: grande (s), potamia río) para designar a esta región argentina,[cita requerida] por dos motivos: primero para evitar confusiones con la clásica Mesopotamia del Oriente Medio; segundo: porque efectivamente esta región argentina se caracteriza no solo por ubicarse entre ríos sino que estos ríos son gigantescos si se los compara con los de la Mesopotamia clásica de Asia.

## Diversidades en la región

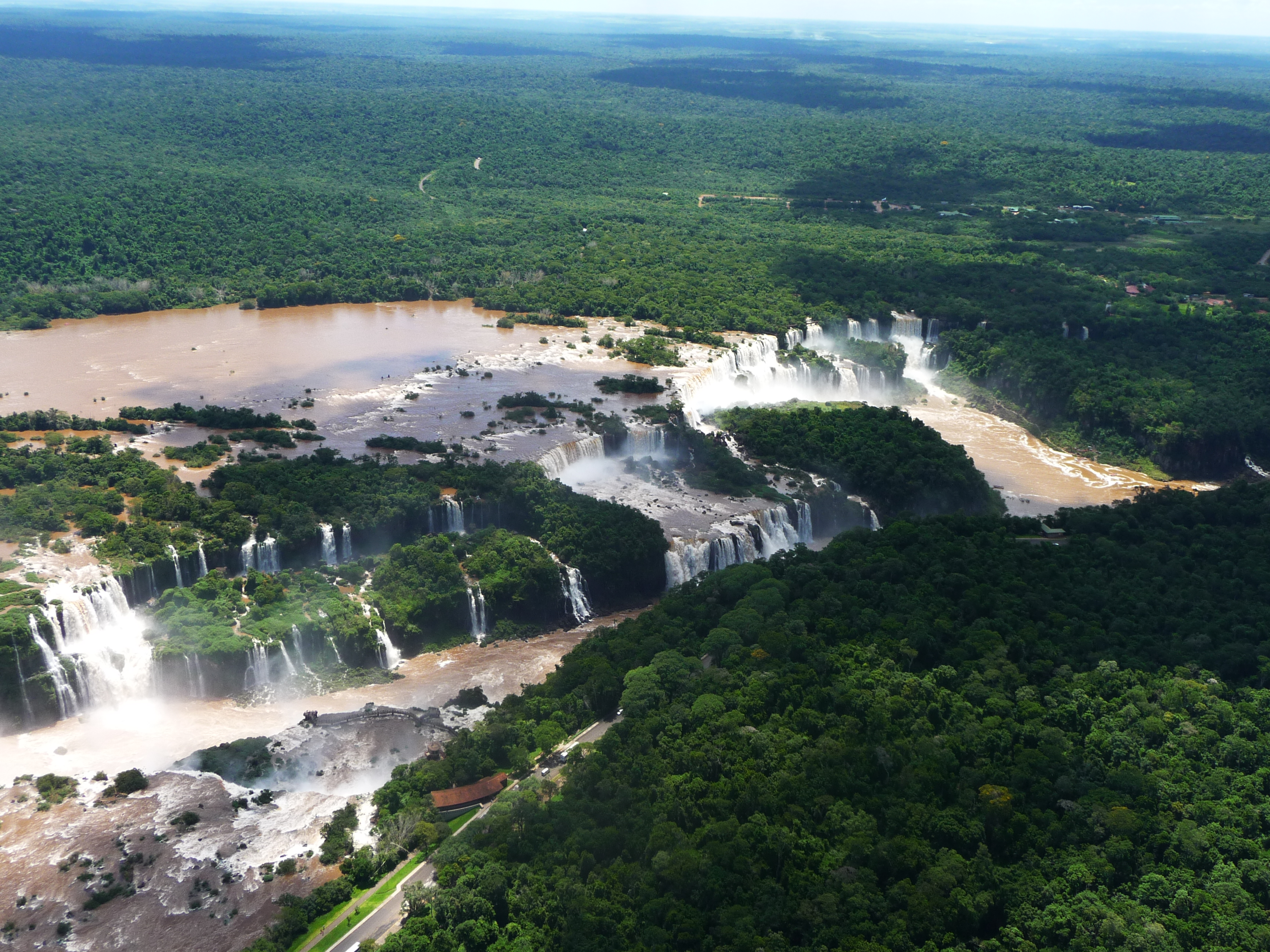
Vista aérea de las cataratas del Iguazú en el extremo noroeste de Misiones.

La utilización del nombre "Mesopotamia argentina" para indicar a una región geofísica individual, es compleja, dado que está constituida por zonas diversas:
- La meseta misionera (recorrida por sierras o bajas cordilleras, como la Sierra de Misiones y la Sierra del Imán recubiertas hasta los años 1960 -década en la cual se inició la tala masiva- de selva paranaense y, en las zonas más frescas por la altitud, por bosques de coníferas como el cury o Araucaria angustifolia.
- Los esteros correntinos, similar en muchos aspectos a la región chaqueña.
- Las cuchillas entrerrianas, que forman parte de la Pampa Húmeda, aunque su relieve sea ondulado (suaves colinas encadenadas con restos de antiguos albardones dejados por los antiguos cauces fluviales) y cuyo ecosistema hasta el siglo XX, estuvo naturalmente cubierto en gran medida por las selvas de Montiel en Entre Ríos y del Payubré en el sur de Corrientes, las cuales fueron en su mayor parte taladas en la primera mitad del siglo XX para extender la frontera agrícola y ganadera.
- Las tierras bajas predeltáicas y deltaicas de la mesopotamia.

Históricamente las provincias han tenido procesos de colonización muy distintos, mientras que la provincia de Corrientes se formó con el proceso de colonización europeo (mayoritariamente español) de los siglos XVI y XVII, centrado en Asunción del Paraguay, y posteriormente anexando áreas, en el siglo XIX, que habían pertenecido al Gobierno de las Misiones jesuíticas guaraníes; la Provincia de Entre Ríos se formó como una extensión posterior de Santa Fe y de Buenos Aires, con anexión de áreas misioneras entre los ríos Mocoretá y Yeruá, al oeste del río Uruguay. El proceso de creación de Misiones es aún más complejo, ya que en sus orígenes los jesuitas fueron los únicos pobladores europeos, y luego de su expulsión en 1767, su territorio se fragmentó entre las intendencias, provincias y estados vecinos, y el remanente territorio (actual Provincia de Misiones) mantuvo su identidad indígena hasta el asentamiento masivo de inmigrantes europeos (principalmente procedentes de Polonia, Ucrania, Alemania, España e Italia, además de las minoritarias de Dinamarca, Chequia, etc.) los cuales aportaron un gran acervo folclórico y cultural a la región.

## Historia

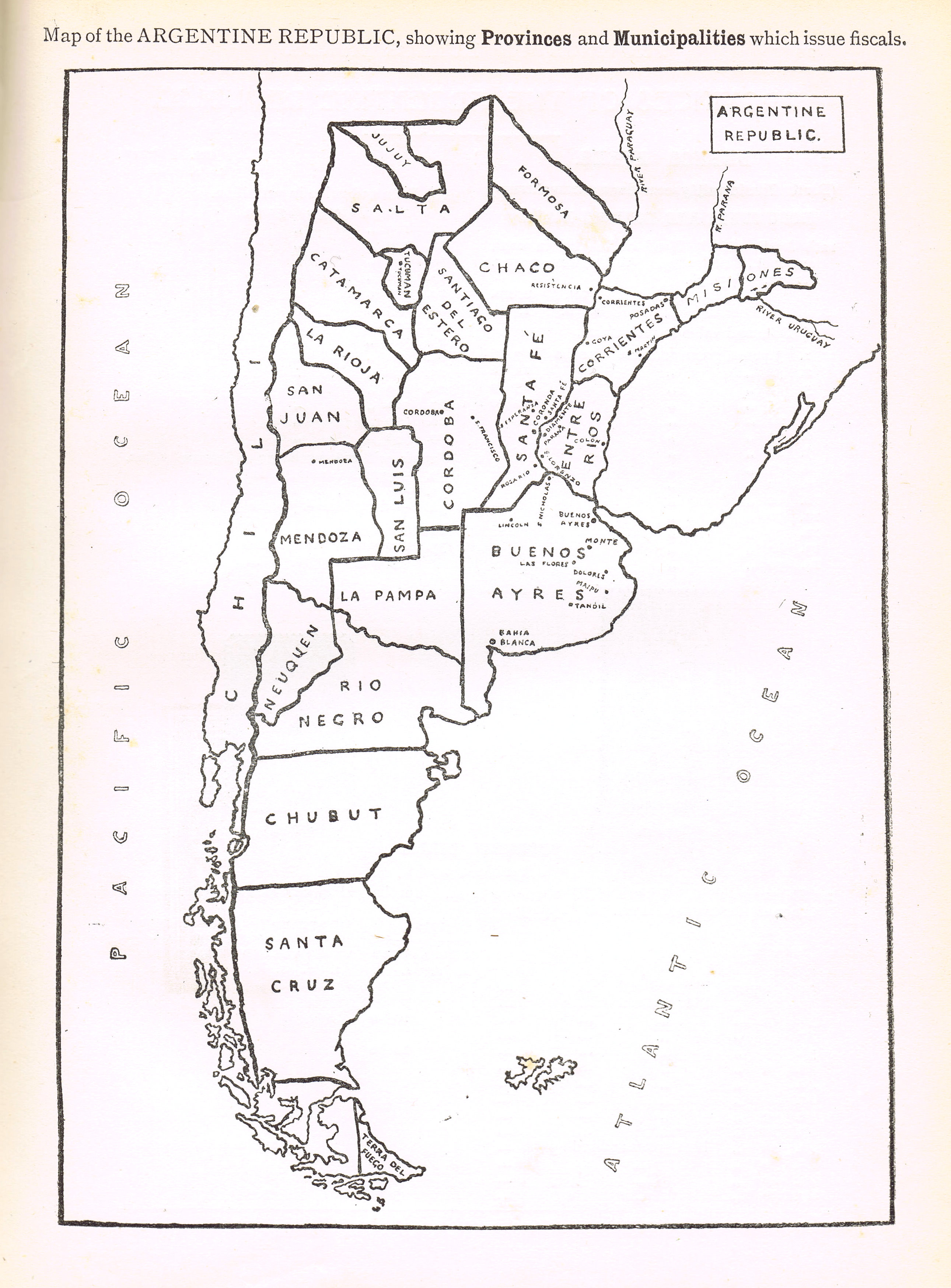
Mapa de Argentina hacia principios de 1900 con las Misiones Orientales (mesopotámicas).

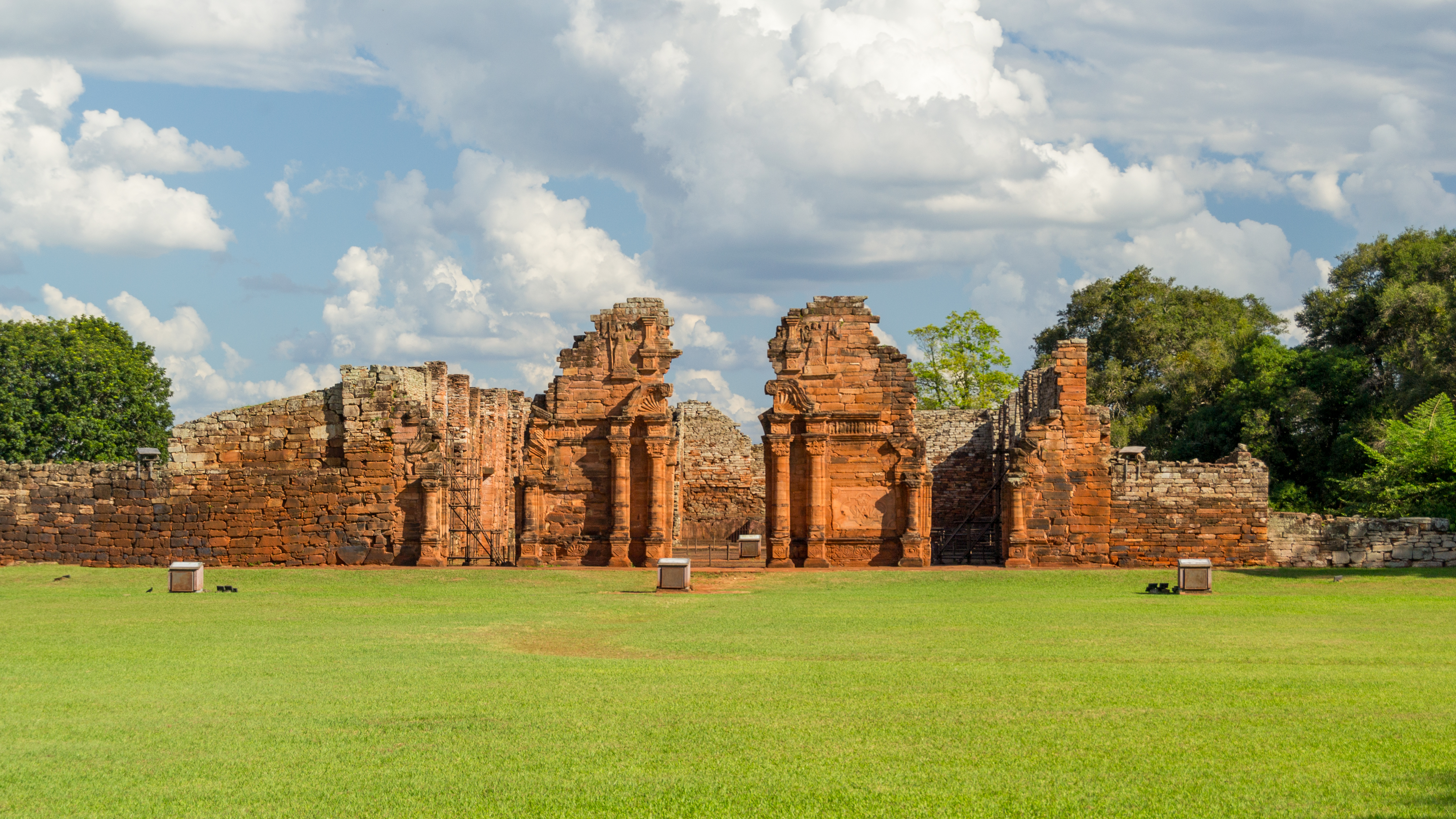
Las ruinas de la Misión jesuítica de San Ignacio Miní.

La Megapotamia más comúnmente denominada Mesopotamia argentina en tiempos del Virreinato del Río de la Plata estuvo controlada por la Audiencia de Buenos Aires abarcando la parte interfluvial de la Intendencia de las Misiones ya que como parte de La Real Ordenanza de Intendentes del 28 de enero de 1782 se creó (incluyendo las Misiones mesopotámicas y territorios al Este del río Uruguay y al oeste y norte del río Paraná) la provincia subordinada de los Treinta Pueblos de las Misiones Guaraníes. Tras la Revolución de Mayo, en 1811 la Expedición al Paraguay comandada por el general Manuel Belgrano estableció el gobierno de la Provincias del Río de la Plata en todo el territorio de la Megapotamia desde entonces llamada "Mesopotamia Argentina", en 1815 aparecieron oficialmente las provincias constituyentes de la federalista Unión de los Pueblos Libres dentro de las Provincias Unidas del Río de la Plata : Provincia de Corrientes, Provincia de Entre Ríos y Provincia de Misiones (que reclamaba derechos en todas las Misiones Orientales es decir el territorio que entonces poseía Misiones al oriente o al este del río Uruguay y el territorio de 30 000 km² que aunque se encontraba al oeste -o más bien a la orilla izquierda- del río Uruguay se ubicaba al este del entonces llamado río Uruguay Tevá (actual río Barzea) hasta las nacientes en el Morro do Capão Doce o Cerro de Oyárvide). Tras la Invasión Luso-brasileña que destruyó gran parte de las ciudades de las Misiones correspondientes a la actual provincia de Corrientes (por ejemplo la gran estancia y villa de Yapeyú donde naciera el padre de la patria argentino José de San Martín) y las ciudades de las Misiones que actualmente corresponden a las argentinas Provincia de Corrientes y Provincia de Misiones tras el aniquilamiento de las huestes lideradas por el caudillo argentino federal Andrés Guazurary por parte de los luso brasileños, el territorio al norte de las lagunas del Iberá quedó casi totalmente despoblado y reclamado como heredad por la Provincia de Corrientes aunque ya antes los paraguayos se repartieron la actual provincia de Misiones con Brasil; en 1853 al establecerse el Pacto de San Nicolás se estipuló que la Megapotamia correspondía aproximadamente a la Mesopotamia Argentina pero aún Paraguay ocupaba (desde 1834) territorios de la Provincia de Misiones, en 1865, tras el intento paraguayo de ocupar toda la Mesopotamia las fuerzas argentinas desalojaron a los paraguayos de los puntos que controlaban desde 1834. Argentina siempre reclamó las Misiones Orientales mesopotámicas hasta el año 1895 en que por el Laudo del presidente estadounidense Stephen Grover Cleveland, los aproximadamente 30 000 km² de las Misiones Orientales mesopotámicas que reivindicaba la Argentina pasaron a ser parte de los estados brasileños de Santa Catarina y Paraná. Por último, un pequeño sector de la Mesopotamia argentina fue litigado hasta los 1970 entre las provincias de Entre Ríos y la de Buenos Aires, el laudo favoreció con casi la totalidad del territorio de las islas Lechiguanas (que forman parte del Delta del Paraná) a la Provincia de Entre Ríos.

## Población

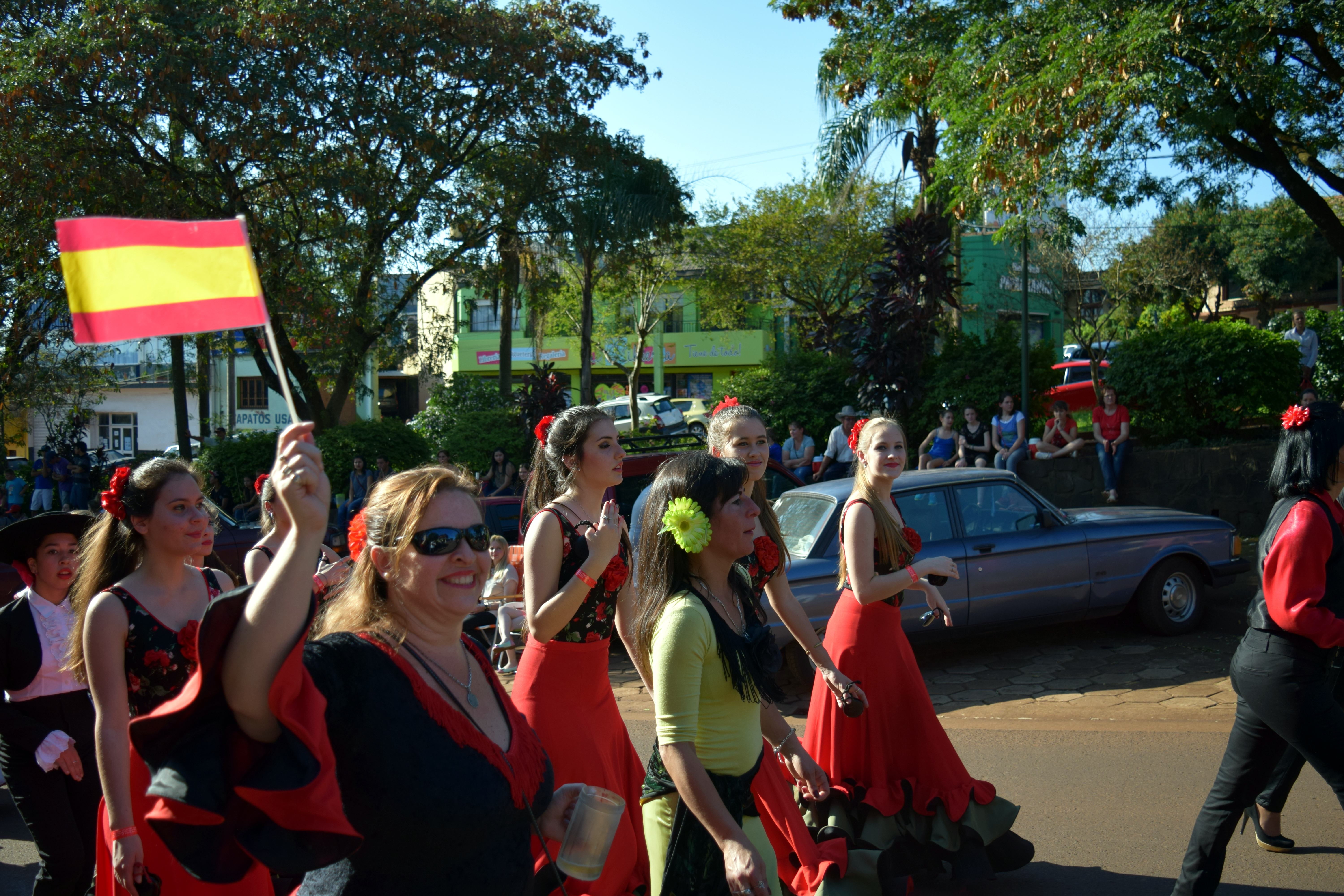
Argentinos de ascendencia española durante la Fiesta Nacional del Inmigrante en Oberá, Misiones.

La población de esta región, considerando a las provincias de Misiones, Corrientes y Entre Ríos, es de 3.347.217 habitantes, lo que representa el 8,4% de la población argentina.
Sus principales ciudades son:
- Corrientes[1] (346.334 hab.)
- Posadas[2] (252.891 hab.)
- Paraná[3] (247.310 hab.)
- Concordia (138.099 hab.)
- Gualeguaychú (83.116 hab.)
- Concepción del Uruguay (82.729 hab.)
- Goya (71.606 hab.)
- Eldorado (53.000 hab.)
- Villaguay (49.445 hab.)
- Paso de los Libres (43.374 hab.)
- Gualeguay (43.006 hab.)
- Gobernador Ingeniero Valentín Virasoro (30.666 hab.)
- Bella Vista (29.071 hab.)
- Garupá[4] (26.980 hab.)
- Santo Tomé (23.299 hab.)
- Apóstoles (22.395 hab.)
- Monte Caseros (23.470 hab.)
- Ituzaingó (19.575 hab.)
- Leandro N. Alem (19.377 hab.)
- Montecarlo (16.300 hab.)

Los aglomerados urbanos de la región son:
- Gran Corrientes (346.334 hab.)
- Gran Posadas (279.961 hab.)
- Gran Paraná (264.076 hab.)

## Idiomas

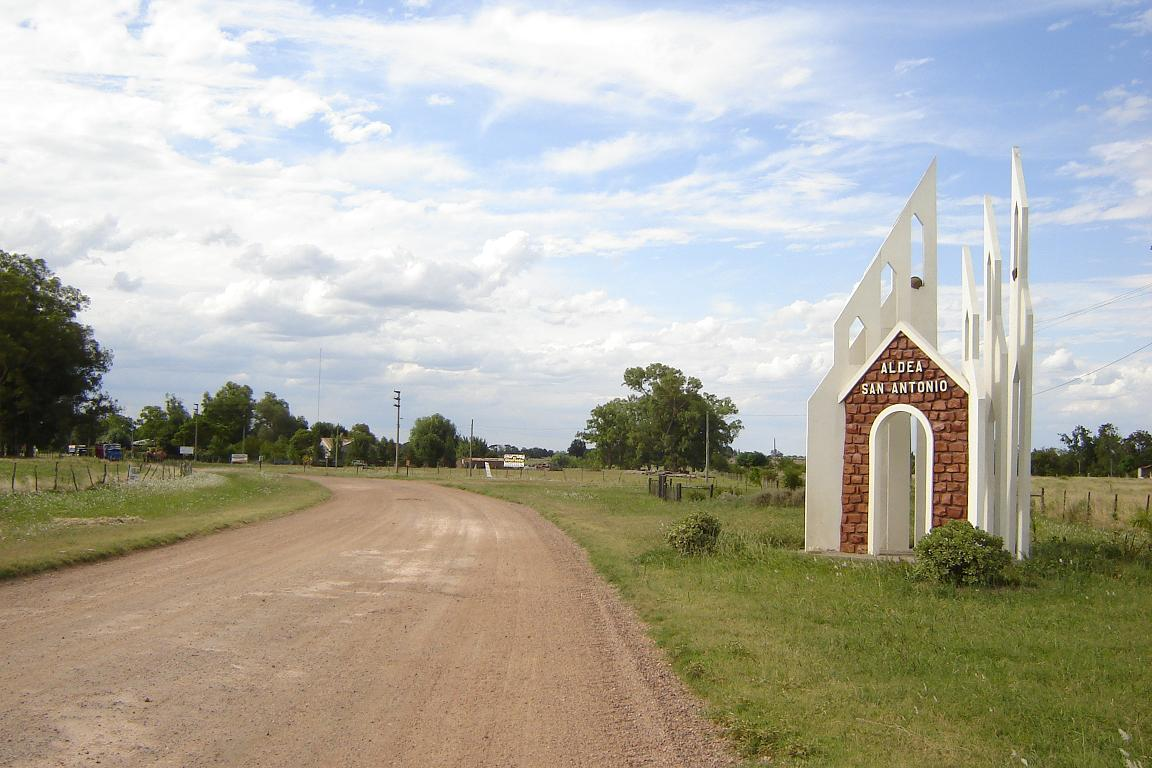
Acceso a la Aldea San Antonio en la Provincia de Entre Ríos.

Además del español, en las provincias de Corrientes y Misiones existe una minoría no indígena (aunque suele tener ascendencia avá) que habla guaraní (idioma que fue declarado como oficial en Corrientes) y, otra ligeramente mayor, que usa el yopará, el cual es un pidgin entre español y guaraní. La presencia del idioma guaraní y el mencionado dialecto se debe a que los avá fueron los principales pobladores de la zona desde la llegada de los españoles hasta el siglo XIX (teniendo la mayoría de la población algún grado de ascendencia de esta etnia) y también a la inmigración paraguaya que reciben ambas provincias desde comienzos del siglo XX. En Misiones además existen unos 11.000 indígenas mbyá que viven principalmente en unas 110 aldeas repartidas por toda la provincia y hablan el idioma homónimo (además la mayoría habla un nivel entendible de español y guaraní); en tanto en la zona fronteriza oriental se habla portuñol, el cual es un pidgin entre el español y el portugués y se originó debido al flujo histórico de inmigrantes brasileños a dicha área y a la gran influencia que siempre tuvieron los medios de comunicación de aquel país en esta zona, a la cual casi no llegaban las señales de televisión y radio argentinas ya que históricamente contaba con poca infraestructura, está escasamente poblada, ha estado bastante aislada con respecto al resto de la provincia y su población (mayormente rural) presenta índices de pobreza muy altos en comparación al resto del país y al sur de Brasil.
En Misiones también existe una pequeña minoría que, además del español, habla hunsriqueano, un dialecto derivado del alto alemán centroccidental; en tanto en Entre Ríos algunos menonitas modernos suelen emplear el alemán volgaparanaense.

## Actividades económicas

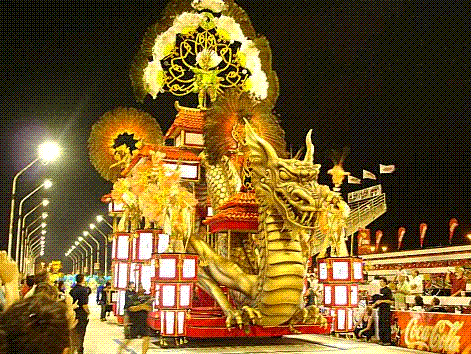
Una carroza desfilando en el corso del Carnaval de Gualeguaychú, Entre Ríos.

La explotación forestal y las industrias derivadas, como las de la madera y papel, son actividades muy importantes en esta zona incluyendo la pesca, y las actividades más importantes son la yerba mate, el cultivo de arroz, el tabaco, el té, los citrus frutas tropicales como mangos, papayas, bananas, cocos, guayabas, ananás y caña de azúcar. También es muy importante el turismo a escala internacional, teniendo a las cataratas del Iguazú como su máximo exponente, consideradas una de las principales bellezas naturales del planeta Tierra. Son una de las Siete maravillas naturales del mundo. 

Otros grandes atractivos turísticos de esta región argentina son los campeonatos de pesca (especialmente del gran pez llamado dorado en Paso de la Patria) o los safaris por los extensos territorios silvestres casi vírgenes de los Esteros del Iberá y la selva del Payubré, el Palmar Grande de Colón, El Delta del Paraná, la "Fiesta Nacional del Carnaval" a lo largo de toda la Provincia de Corrientes (enero y febrero) y de Gualeguaychú (Entre Ríos) entre muchos otros atractivos turísticos dispersos por toda la región.

## Flora

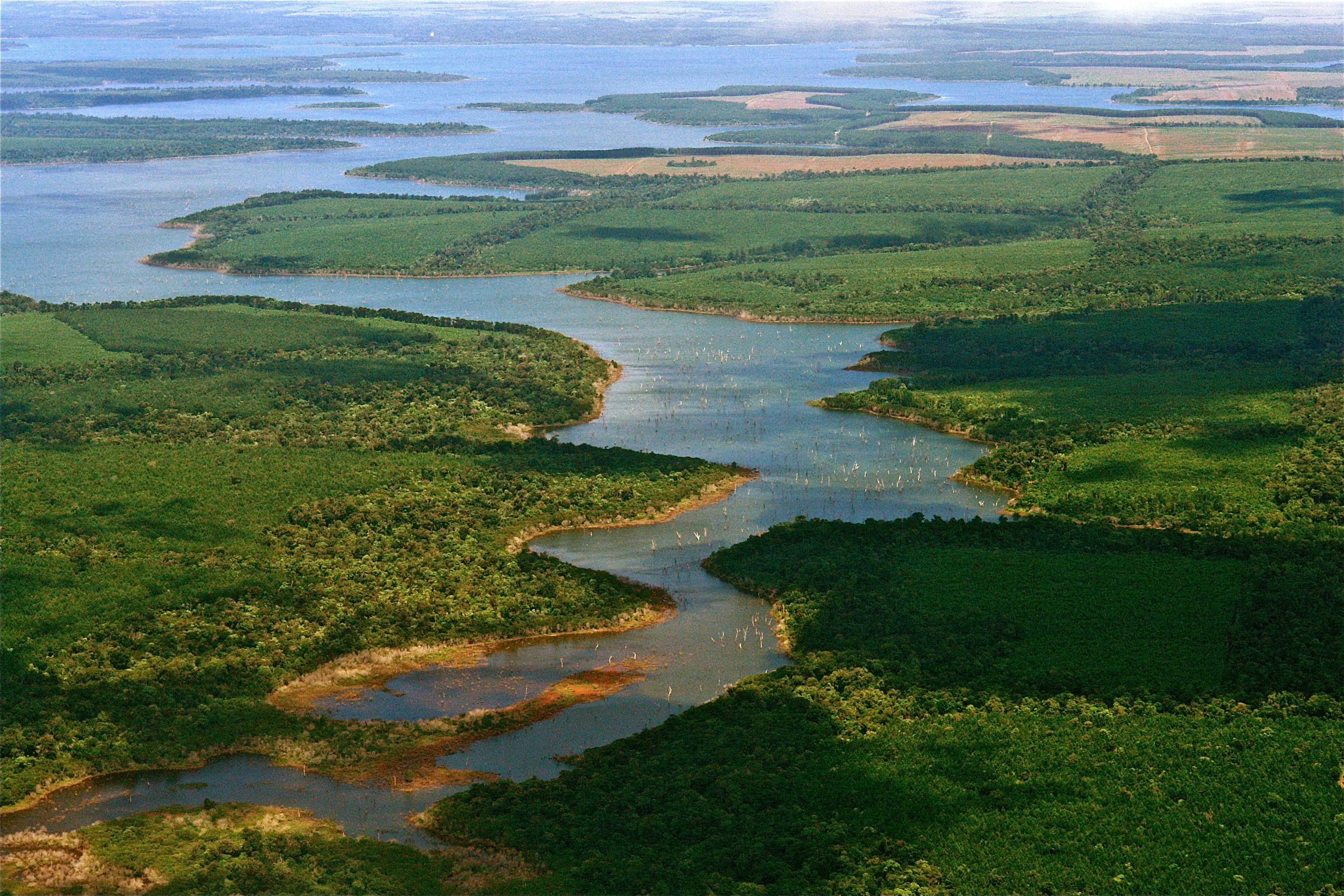
Vista aérea de los Esteros del Iberá en la Provincia de Corrientes.

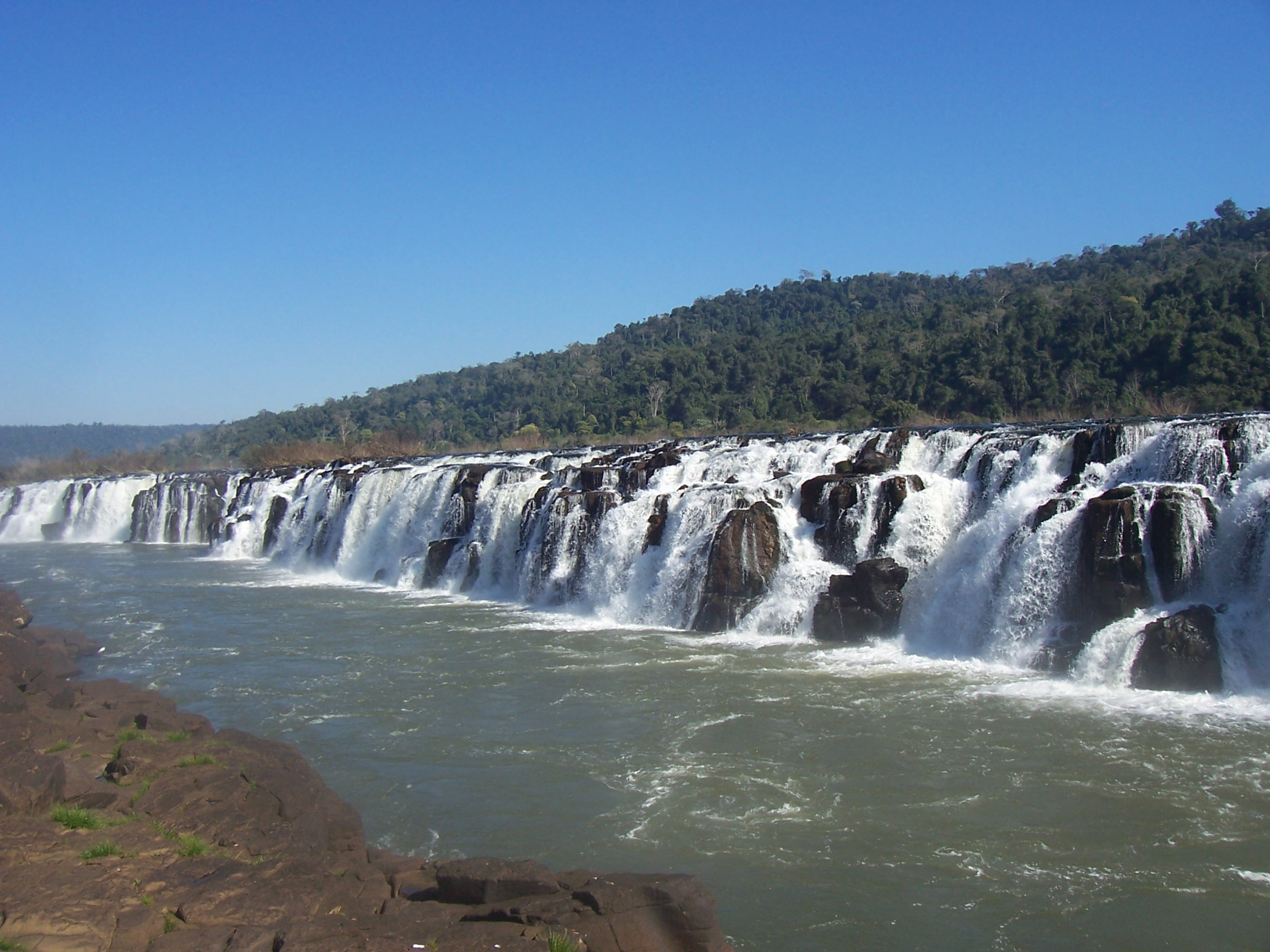
Los saltos del Moconá, en el extremo nororiental de la Provincia de Misiones.

En el norte de la Mesopotamia argentina se ubica la densa selva misionera la cual pese a ubicarse al sur del trópico mantiene muchas características tropicales, por ejemplo una gran biodiversidad, la selva misionera en gran medida se fusiona con la selva paranaense, más al sur en los pantanos, lagunas y humedales que constituyen a los esteros del Iberá se encuentran diversas plantas acuáticas como las que forman enormes "embalsados" ("islas flotantes" de plantas acuáticas) en los que predominan la Victoria regia y el irupé. En la meseta sur de la provincia de Corrientes y en gran parte de la provincia de Entre Ríos aún se mantienen -como manchones forestales- relictos de las selvas de Agüero y de Montiel, por otra parte la abundancia de cursos fluviales facilita la presencia de selvas en galería en prácticamente toda la Mesopotamia. También se destacan algunas zonas de palmares como el palmar grande de Colón.

## Fauna y flora
Dentro de la fauna, se pueden encontrar ejemplares de puma, carpincho, tapir, pecarí, oso hormiguero, varias especies de monos, aguará guazú o lobo de crin, oso melero o tamandúa, tatú carreta, yacaré overo y el gato montés, ciervos de los pantanos, corzuelas pardas, las enormes águilas harpías etc. Hasta hace relativamente poco tiempo también se encontraban yaguares llamados en la zona yaguaretés. Se destacan bandurrias, espátulas rosadas, cigüeñas, chajás, chuñas, pájaro carpinteros, guacamayos, tucanes, gato gris, macucos, garzas blancas y moras.

La región presenta una flora variada: selvas en las riberas de los ríos, montes de madera dura como el quebracho, vegetación higrófila en las áreas pantanosas y monte xerófilo, con algarrobos y espinillos, en la parte occidental más seca.

Hasta mediados del siglo XX eran importantes la selvas del Payubré y de Montiel en la provincia de Entre Ríos.
Estas han producido un significativo impacto negativo sobre las poblaciones de muchas de las especies nativas acuáticas y terrestres. Están siendo invadidas las selvas ribereñas del delta, del río Paraná por los ligustros y ligustrinas asiáticas que desplazan a las especies autóctonas y provocan un cambio paisajístico importante.

### Deforestación

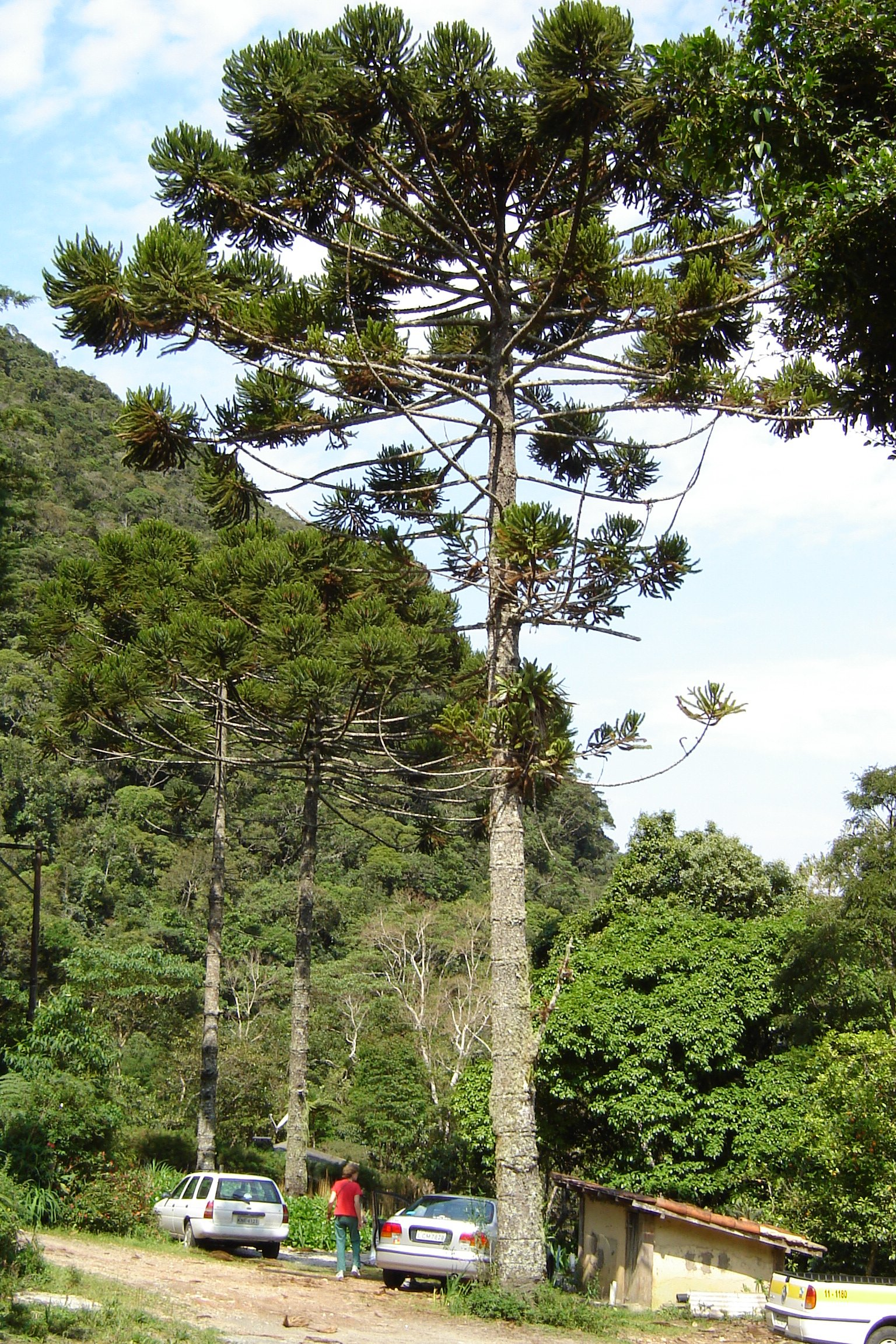
Curí o araucaria angustifolia o pino Paraná, es una conífera del género araucaria que hasta los 1960 abundaba, formando bosques, en el sector oriental montañoso de la Provincia de Misiones (especialmente en la Sierra de Misiones).

En menos de un siglo la Argentina perdió 2/3 de su patrimonio forestal nativo. En 1914 tenía105.888.400 ha de masas forestales nativas, en 1956, llegaba a 59 240 000 ha perdiendo a un ritmo promedio de 1.110.676 ha por año. Los programas de reforestación alcanzaron, apenas 32.000 ha y siempre estuvieron basados en especies exóticas (sauce, eucalipto y pino). En el noreste, alrededor de un 40% de la selva misionera se había perdido para 1978, cuando originalmente cubría el 100% de la superficie de Misiones.

#### Animales en peligro de extinción
- Guacamayo azul, habitó en Misiones, Corrientes y Chaco. El último animal estuvo en cautiverio en el zoológico de Buenos Aires a mediados de los años 30.
- Guacamayo rojo o maracaná ; en los bosques y selvas de la provincia de Misiones.
- Perezoso bayo, está en peligro de extinción en las selvas de Misiones.
- Ariraí o lobo gargantilla o nutria gigante, hasta mediados del siglo XX vivía en las provincias de Corrientes y de Misiones.
- Yaguareté, más conocido en otras zonas como "tigre americano", "yaguar" o "jaguar" etc.
- guacamayo violáceo completamente extinto en toda la Mesopotamia argentina.

### Parques nacionales

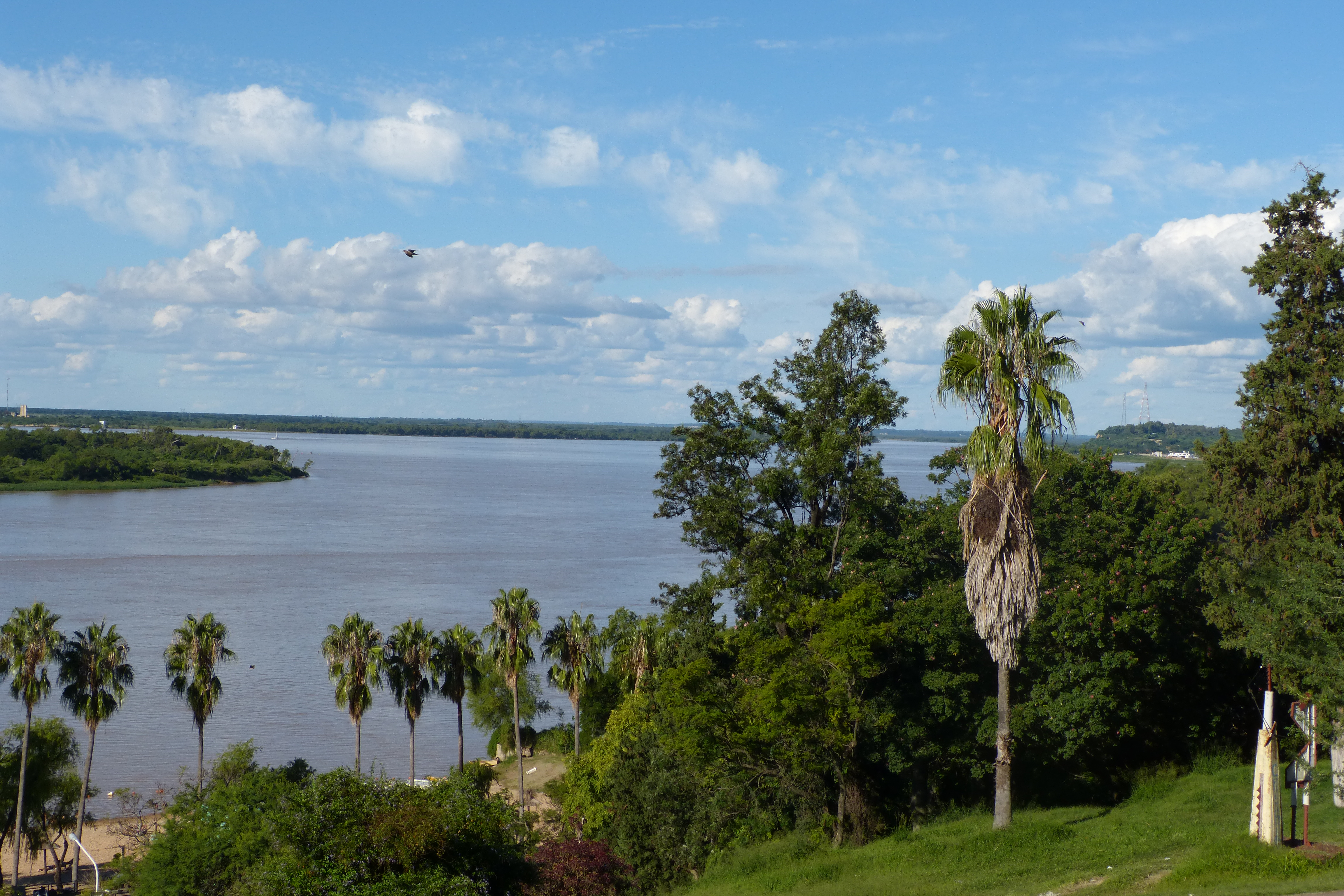
Una vista de un sector del Palmar grande de Colón en el extremo Este de la provincia de Entre Ríos.

La existencia de Parques Nacionales promueve la protección de los ecosistemas naturales y de la biodiversidad, consecuentemente la existencia de áreas naturales protegidas favorecen mucho al turismo en la Mesopotamia, por eso últimamente se han construidos distintos complejos turísticos cerca de estos parques.

#### Parque nacional El Palmar
Ubicado en el centroeste de la provincia de Entre Ríos, su superficie de 8213 ha se encuentra limitada por el río Uruguay al este y por la ruta nacional 14 al oeste. Preserva una rica flora dominada en este sector por las palmeras yatay, de las que hay ejemplares de más de doce metros de altura, espinillos, coronillos e inciensos. Este palmar es quizás uno de los más sureños o australes del planeta Tierra.

#### Parque nacional Iguazú
Ubicado en el norte de la provincia de Misiones, ocupa una superficie de 49 200 ha; destinadas a parque nacional, más 6300 ha que corresponde a la Reserva Nacional, totalizando unas 55 000 ha. Iguazú es uno de los primeros Parques Nacionales del País y cuyo objetivo es conservar las cataratas del río Iguazú y la exuberante selva que lo rodea, este incorporado por la UNESCO a la lista de espacios naturales que conforman el patrimonio de la humanidad.

#### Esteros del Iberá
Es uno de los humedales más extensos del Hemisferio Occidental, por otra parte es el humedal con características tropicales aunque sea en latitudes subtropicales, el clima que el gran espejo de agua del Iberá produce es tropical.

#### Parque nacional Mburucuyá
El parque nacional Mburucuyá es un área protegida de 17.660 hectáreas, situada en el noroeste de la provincia de Corrientes. Por sus características naturales, se trata de un área representativa de los ambientes del noroeste correntino. En esta zona se pueden apreciar características propias de tres regiones naturales: la chaqueña, el espinal y la selva paranaense.

#### Parque nacional Predelta
El parque nacional Predelta (o Pre-delta) está ubicado en la provincia de Entre Ríos. Posee una superficie de 2.458 hectáreas y fue creado con la finalidad de preservar una parte de los ambientes del Delta superior del río Paraná. Abarca una parte de la ecorregión del delta y de las islas del Río Paraná. El sector de islas tiene bosques de ceibos y curupíes y bosques de timbó blanco. Las zonas bajas están cubiertas de densos pajonales con paja de techar y paja boba, existiendo algunos espejos de agua.
La región presenta una flora variada: selvas en las riberas de los ríos, montes de madera dura como el quebracho, vegetación higrófila en las áreas pantanosas y monte xerófilo, con algarrobos y espinillos, en la parte occidental más seca.

Hasta mediados del siglo XX eran importantes la selvas del Payubré y de Montiel en la provincia de Entre Ríos.
Estas han producido un significativo impacto negativo sobre las poblaciones de muchas de las especies nativas acuáticas y terrestres. Están siendo invadidas las selvas ribereñas del delta, del río Paraná por los ligustros y ligustrinas asiáticas que desplazan a las especies autóctonas y provocan un cambio paisajístico importante.

## Relieves

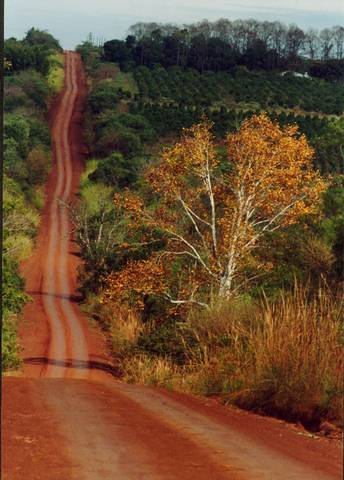
Camino en el cual se observa la "tierra colorada".

La Mesopotamia posee 4 tipos de relieves:
- La Meseta misionera: ocupa el extremo nordeste, a partir del río Aguapey. Es una meseta baja, divisora de aguas entre los ríos Paraná y Uruguay. Las divisorias de las cuencas se prolongan en sierras que en Argentina son de baja altitud: Sierra del Imán y Sierra de Misiones aunque en el territorio que, en 1895 por laudo del presidente estadounidense Cleveland, quedó brasileño repartido entre los estados de Santa Catarina y Paraná la consecución de las Sierras de Misiones alcanzan altitudes importantes con su ápice (poco notorio al sobresalir poco en un relieve amesetado otrora cubierto de densos bosques de araucarias o curíes) en el Morro do Capão Doce hasta el año 1895 también conocido en español como Cerro de Oyárvide ya que era reclamado como uno de los límites orientales de la Misiones argentina (con una altitud de 1374 m s. n. m.), tal elevación actualmente (año 2014) es la sede de un hito limítrofe entre los estados brasileños de Santa Catarina y Paraná y la máxima elevación de la Región Sur.

- Esteros y lagunas correntinas: el centro de la provincia de Corrientes es una zona baja donde se acumulan las aguas provenientes de las lluvias que los ríos no logran reducir. Entre los esteros se destacan: los Esteros del Iberá y en menor grado los esteros de Santa Lucía, el del Batel, y el de Batelito. Y entre las lagunas se encuentran: lagunas de Iberá, Medina e Itatí. Estos grandes humedales muchas veces cubiertos por verdaderas islas flotantes vegetales como los embalsados entre los que predominan los camalotes resultan ser hundimientos tectónicos los cuales cientos de miles de años atrás resultaban ser el ancho cauce del río Paraná.

- Lomadas entrerrianas o cuchillas entrerrianas: desde la localidad correntina de Mercedes, hacia el sur, se extienden las lomadas de alturas bajas, chatas y anchas. Estas fueron gestadas durante el Cenozoico, cuando los ríos definieron sus cursos a medida que ascendía el bloque precámbrico del macizo de Brasilia, por la erosión fluvial en sentido norte-sur sobre el suelo de composición arcillosa ha acabado por suavizar las ondulaciones que caracterizan el paisaje entrerriano con buenos suelos de aptitud agropecuaria. Se destacan las lomadas de Montiel y la Grande. A fines de siglo XIX e inicios de siglo XX se usaron las cumbreras de estas cuchillas o lomadas para que por ellas transitara el ferrocarril ya que es una zona de la Mesopotamia o Megapotamia que nunca sufre inundaciones fluviales.

- Delta del Paraná: los sedimentos del Paraná, al depositarse en una zona hundida, dieron origen al delta del Paraná constituido por un sinnúmero de islas entre las que se destacan las Lechiguanas e Ibicuy. El delta del Paraná se extiende hacia el Río de la Plata sobre el cual avanza a razón de 70 m por año. Este fenómeno es producto de la deposición de sedimentos a partir de la regresión del mar querendinense sin solución de continuidad hasta la actualidad. Aquí tiene lugar un proceso denominado 'hidrosere' que edifica las islas hasta arraigarlas con la vegetación del monte blanco y el pajonal, ya sea en el borde o albardones o en el centro deprimido de las islas.

## Clima e hidrografía

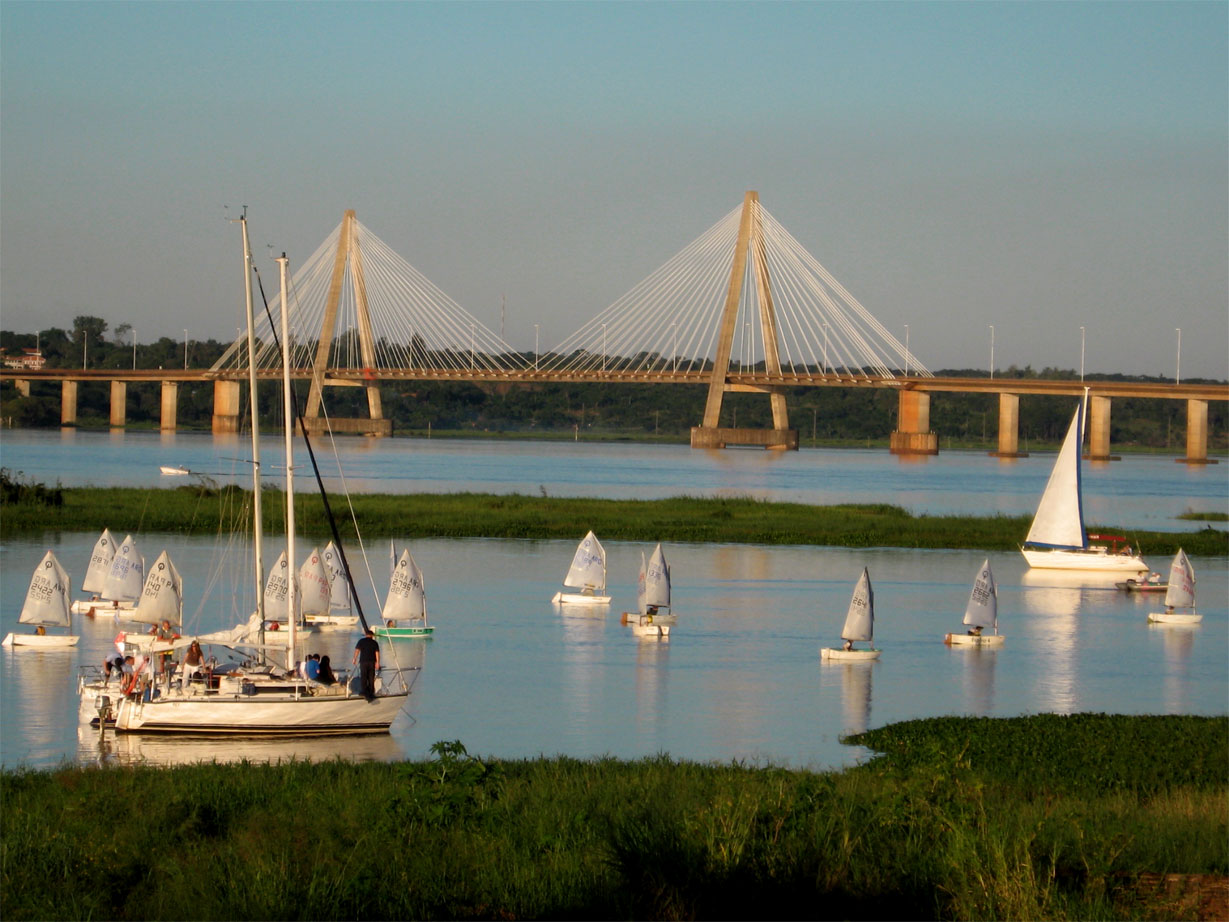
Puente San Roque González que une -atravesando el río Paraná- la capital de la provincia argentina de Misiones, llamada Posadas con la paraguaya de Encarnación.

En esta región el clima puede considerarse del tipo tropical sin estación seca. Debido a su proximidad al Trópico de Capricornio le correspondería un clima más cálido. Sin embargo debido a la influencia de los vientos provenientes del Atlántico, las selvas y las frecuentes lluvias, el clima resulta tropical.
En el norte el clima es húmedo y caluroso. La zona correntina tiene clima tropical con lluvias decrecientes del nordeste al sur, que se distribuyen de manera uniforme a lo largo del año. Este clima persiste en el norte de Entre Ríos y se vuelve más templado hacia el sur de la provincia.
El suelo, principalmente en la Provincia de Misiones, es de color rojo por la alteración (lixiviación) de rocas ricas en hierro en un clima cálido y húmedo. Gracias a las abundantes lluvias (1500 a 2000 mm anuales) y a una temperatura alta y constante, es un suelo sumamente fértil.
El sistema hidrográfico de la región es muy importante. Hay gran cantidad de ríos aunque tienen cursos cortos. Los más relevantes son el Paraná y el Uruguay, con sus afluentes: el casi siempre (excepto en el estiaje) muy caudaloso río Iguazú, al cual se suman los ríos: Aguapey, Miriñay, Corriente, Gualeguay, Mocoretá, Urugua-í entre los muchísimos humedales ("esteros") como los extensos y célebres del Iberá sumados a lagunas, y cursos fluviales que posee esta perhúmeda región de la Argentina.
Dentro de la hidrografía de la región se destacan las Cataratas del Iguazú, éstas se encuentran dentro del parque nacional Iguazú. Este conjunto de 275 saltos, 25 mayores y 250 menores, cuyas alturas oscilan entre los 50 m y los 80 m, forman un arco de 3 km de extensión, de los cuales 600 m pertenecen al territorio brasileño.